# Premier district congressionnel de l'Indiana
Le 1er district congressionnel de l'Indiana est une circonscription électorale du Congrès américain dans le nord-ouest de l'Indiana. Le district est basé à Gary et ses banlieues et banlieues environnantes. Il comprend tous les comtés de Lake et Porter, ainsi que la majeure partie de la partie ouest du Comté de LaPorte, à la frontière avec le Michigan. Le redécoupage adopté par l'Assemblée générale de l'Indiana en 2011 a déplacé les limites du district, à compter de janvier 2013, pour inclure tous les comtés de Lake et Porter et les cantons de l'ouest et du nord-ouest du comté de LaPorte, tout en déplaçant les comtés de Benton, Jasper et Newton hors du district.
Le district est actuellement représenté par le Démocrate Frank J. Mrvan. Il a prêté serment le 3 janvier 2021.
Le caractère du quartier est très différent du reste de l'Indiana. Il comprend presque tout le côté Indiana de la région métropolitaine de Chicago. Alors que Porter et LaPorte sont des comtés swing, le comté de Lake est fortement démocrate. Le comté de Lake contient les deux tiers de la population du district, ce qui est suffisant pour faire du 1er un siège démocrate relativement sûr. Le district n'a pas élu de républicain au Congrès depuis 94 ans, ce qui en fait l'un des districts démocrates les plus anciens du pays. Parmi les districts congressionnels de l'Indiana, seul le 7e district basé à Indianapolis est plus démocrate.

## Géographie
| #   | Comté   | Siège       | Population |
| --- | ------- | ----------- | ---------- |
| 89  | Lake    | Crown Point | 499 689    |
| 91  | LaPorte | La Porte    | 111 675    |
| 127 | Porter  | Valparaiso  | 173 215    |

### Villes de10 000personnes ou plus
- Hammond - 77 879
- Gary - 69 093
- Portage - 37 926
- Merrillville - 36 444
- Valparaiso - 34 151
- Crown Point - 33 899
- Michigan City - 32 075
- Hobart - 29 752
- Schererville - 29 646
- East Chicago - 26 370
- Highland - 23 984
- Munster - 23 894
- La Porte - 22 471
- St. John - 20 303
- Dyer - 16 517
- Griffith - 16 331
- Chesterton - 14 241
- Cedar Lake - 14 106
- Lake Station - 13 235
- Lowell - 10 680

### Villes de2 500à10 000personnes
- Winfield - 7 181
- Lake of the Four Seasons - 7 091
- Westville - 5 257
- Porter - 5 210
- South Haven - 5 084
- Whiting - 4 559
- Hebron - 3 755
- Shorewood Forest - 3 038

## Historique de vote
| Année | Poste     | Résultats               |
| ----- | --------- | ----------------------- |
| 2000  | Président | Gore 56,0 % - 42,0 %    |
| 2004  | Président | Kerry 55,0 % - 44,0 %   |
| 2008  | Président | Obama 63,3 % - 35,8 %   |
| 2012  | Président | Obama 61,2 % - 37,4 %   |
| 2016  | Président | Clinton 54,1 % - 41,5 % |
| 2020  | Président | Biden 53,6 % - 44,8 %   |

## Liste des représentants du district
| Membre                         | Parti                 | Années                              | Congrès     | Histoire électorale | Location |
| ------------------------------ | --------------------- | ----------------------------------- | ----------- | --- | --- |
| District établi le 4 mars 1823 |                       |                                     |             | | |
| William Prince (en)            | Républicain-Démocrate | 4 mars 1823 - 8 septembre 1824      | 18e         | Élu en 1822. Annonce son retrait et décède. | 1823–1833 Daviess, Dubois, Gibson, Greene, Knox, Lawrence, Martin, Monroe, Morgan, Orange, Owen, Parke, Perry, Pike, Posey, Putnam, Spencer, Sullivan, Vanderburgh, Vigo et Warrick |
| Vacant                         | Vacant                | 8 septembre 1824 - 23 décembre 1824 | 18e         | | 1823–1833 Daviess, Dubois, Gibson, Greene, Knox, Lawrence, Martin, Monroe, Morgan, Orange, Owen, Parke, Perry, Pike, Posey, Putnam, Spencer, Sullivan, Vanderburgh, Vigo et Warrick |
| Jacob Call (en)                | Républicain-Démocrate | 23 décembre 1824 - 3 mars 1825      | 18e         | Élu pour terminer le mandat de Prince. Retrait. | 1823–1833 Daviess, Dubois, Gibson, Greene, Knox, Lawrence, Martin, Monroe, Morgan, Orange, Owen, Parke, Perry, Pike, Posey, Putnam, Spencer, Sullivan, Vanderburgh, Vigo et Warrick |
| Ratliff Boon (en)              | Jacksonien (en)       | 4 mars 1825 - 3 mars 1827           | 19e         | Élu en 1824. Lost re-election. | 1823–1833 Daviess, Dubois, Gibson, Greene, Knox, Lawrence, Martin, Monroe, Morgan, Orange, Owen, Parke, Perry, Pike, Posey, Putnam, Spencer, Sullivan, Vanderburgh, Vigo et Warrick |
| Ratliff Boon (en)              | Anti-Jacksonien       | 4 mars 1827 - 3 mars 1829           | 20e         | Elected in 1826. Lost re-election. | 1823–1833 Daviess, Dubois, Gibson, Greene, Knox, Lawrence, Martin, Monroe, Morgan, Orange, Owen, Parke, Perry, Pike, Posey, Putnam, Spencer, Sullivan, Vanderburgh, Vigo et Warrick |
| Ratliff Boon (en)              | Jacksonien (en)       | 4 mars 1829 - 3 mars 1837           | 21e - 25e   | Élu en 1828. Réélu en 1831. Réélu en 1833. Réélu en 1835. Réélu en 1837. Retrait. | 1823–1833 Daviess, Dubois, Gibson, Greene, Knox, Lawrence, Martin, Monroe, Morgan, Orange, Owen, Parke, Perry, Pike, Posey, Putnam, Spencer, Sullivan, Vanderburgh, Vigo et Warrick |
| Ratliff Boon (en)              | Jacksonien (en)       | 4 mars 1829 - 3 mars 1837           | 21e - 25e   | Élu en 1828. Réélu en 1831. Réélu en 1833. Réélu en 1835. Réélu en 1837. Retrait. | 1833–1843 |
| Ratliff Boon (en)              | Démocrate             | 4 mars 1837 - 3 mars 1839           | 21e - 25e   | Élu en 1828. Réélu en 1831. Réélu en 1833. Réélu en 1835. Réélu en 1837. Retrait. | |
| George H. Proffit (en)         | Whig                  | 4 mars 1839 - 3 mars 1843           | 26e , 27e   | Élu en 1839. Réélu en 1841. Retrait. | |
| Robert D. Owen (en)            | Démocrate             | 4 mars 1843 - 3 mars 1847           | 28e , 29e   | Élu en 1843. Réélu en 1845. perd sa réélection. | 1843–1853 |
| Elisha Embree (en)             | Whig                  | 4 mars 1847 - 3 mars 1849           | 30e         | Élu en 1847. perd sa réélection. | 1843–1853 |
| Nathaniel Albertson (en)       | Démocrate             | 4 mars 1849 - 3 mars 1851           | 31e         | Élu en 1849. perd sa renomination. | 1843–1853 |
| James Lockhart (en)            | Démocrate             | 4 mars 1851 - 3 mars 1853           | 32e         | Élu en 1851. Retrait. | 1843–1853 |
| Smith Miller (en)              | Démocrate             | 4 mars 1853 - 3 mars 1857           | 33e - 34e   | Élu en 1852. Réélu en 1854. Retrait. | 1853–1863 |
| James Lockhart (en)            | Démocrate             | 4 mars 1857 - 7 septembre 1857      | 35e         | Élu en 1856. Décès. | 1853–1863 |
| Vacant                         | Vacant                | 7 septembre 1857 - 7 décembre 1857  | 35e         | | 1853–1863 |
| William E. Niblack (en)        | Démocrate             | 7 décembre 1857 - 3 mars 1861       | 35e , 36e   | Élu pour terminer le mandat de Lockhart. Réélu en 1858. Retrait. | 1853–1863 |
| John Law (en)                  | Démocrate             | 4 mars 1861 - 3 mars 1865           | 37e , 38e   | Élu en 1860. Réélu en 1862. Retrait. | 1853–1863 |
| John Law (en)                  | Démocrate             | 4 mars 1861 - 3 mars 1865           | 37e , 38e   | Élu en 1860. Réélu en 1862. Retrait. | 1863–1873 |
| William E. Niblack (en)        | Démocrate             | 4 mars 1865 - 3 mars 1875           | 39e - 43e   | Élu en 1864. Réélu en 1866. Réélu en 1868. Réélu en 1870. Réélu en 1872. Retrait. | |
| William E. Niblack (en)        | Démocrate             | 4 mars 1865 - 3 mars 1875           | 39e - 43e   | Élu en 1864. Réélu en 1866. Réélu en 1868. Réélu en 1870. Réélu en 1872. Retrait. | 1873–1883 |
| Benoni S. Fuller (en)          | Démocrate             | 4 mars 1875 - 3 mars 1879           | 44e , 45e   | Élu en 1874. Réélu en 1876. Retrait. | |
| William Heilman (en)           | Républicain           | 4 mars 1879 - 3 mars 1883           | 46e , 47e   | Élu en 1878. Réélu en 1880. perd sa réélection. | |
| John J. Kleiner (en)           | Démocrate             | 4 mars 1883 - 3 mars 1887           | 48e , 49e   | Élu en 1882. Réélu en 1884. perd sa renomination. | 1883–1893 |
| Alvin P. Hovey (en)            | Républicain           | 4 mars 1887 - 17 janvier 1889       | 50e         | Élu en 1886. Démissionne lorsqu'élu Gouverneur de l'Indiana. | 1883–1893 |
| Vacant                         | Vacant                | 17 janvier 1889 - 29 janvier 1889   | 50e         | | 1883–1893 |
| Francis B. Posey (en)          | Républicain           | 29 janvier 1889 - 3 mars 1889       | 50e         | Élu pour terminer le mandat de Hovey. perd son élection. | 1883–1893 |
| William F. Parrett (en)        | Démocrate             | 4 mars 1889 - 3 mars 1893           | 51e , 52e   | Élu en 1888. Réélu en 1890. Retrait. | 1883–1893 |
| Arthur H. Taylor (en)          | Démocrate             | 4 mars 1893 - 3 mars 1895           | 53e         | Élu en 1892. perd sa réélection. | 1893–1903 |
| James A. Hemenway (en)         | Républicain           | 4 mars 1895 - 3 mars 1905           | 54e - 58e   | Élu en 1896. Réélu en 1898. Réélu en 1900. Réélu en 1902. Réélu en 1904 mais démissionne lorsqu'élu Sénateur des États-Unis. | 1893–1903 |
| James A. Hemenway (en)         | Républicain           | 4 mars 1895 - 3 mars 1905           | 54e - 58e   | Élu en 1896. Réélu en 1898. Réélu en 1900. Réélu en 1902. Réélu en 1904 mais démissionne lorsqu'élu Sénateur des États-Unis. | 1903–1913 |
| Vacant                         | Vacant                | 4 mars 1905 - 16 mai 1905           | 59e         | | |
| John H. Foster (en)            | Républicain           | 16 mai 1905 - 3 mars 1909           | 59e , 60e   | Élu pour terminer le mandat vacant. Réélu en 1906. perd sa réélection. | |
| John W. Boehne (en)            | Démocrate             | 4 mars 1909 - 3 mars 1913           | 61e, 62e    | Élu en 1908. Réélu en 1910. Retrait. | |
| Charles Lieb (en)              | Démocrate             | 4 mars 1913 - 3 mars 1917           | 63e , 64e   | Élu en 1912. Réélu en 1914. Retrait. | 1913–1933 |
| George K. Denton (en)          | Démocrate             | 4 mars 1917 - 3 mars 1919           | 65e         | Élu en 1916. perd sa réélection. | 1913–1933 |
| Oscar R. Luhring (en)          | Républicain           | 4 mars 1919 - 3 mars 1923           | 66e , 67e   | Élu en 1918. Réélu en 1920. perd sa réélection. | 1913–1933 |
| William E. Wilson (en)         | Démocrate             | 4 mars 1923 - 3 mars 1925           | 68e         | Élu en 1922. perd sa réélection. | 1913–1933 |
| Harry E. Rowbottom (en)        | Républicain           | 4 mars 1925 - 3 mars 1931           | 69e - 71e   | Élu en 1924. Réélu en 1926. Réélu en 1928. perd sa réélection. | 1913–1933 |
| John W. Boehne Jr. (en)        | Démocrate             | 4 mars 1931 - 3 mars 1933           | 72e         | Élu en 1930. Redécoupage vers le 8e district. | 1913–1933 |
| William T. Schulte (en)        | Démocrate             | 4 mars 1933 - 3 janvier 1943        | 73e - 77e   | Élu en 1932. Réélu en 1934. Réélu en 1936. Réélu en 1938. Réélu en 1940. perd sa renomination. | 1933–1933 |
| Ray J. Madden (en)             | Démocrate             | 3 janvier 1943 - 3 janvier 1977     | 78e - 94e   | Élu en 1942. Réélu en 1944. Réélu en 1946. Réélu en 1948. Réélu en 1950. Réélu en 1952. Réélu en 1954. Réélu en 1956. Réélu en 1958. Réélu en 1960. Réélu en 1962. Réélu en 1964. Réélu en 1966. Réélu en 1968. Réélu en 1970. Réélu en 1972. Réélu en 1974. Perd sa renomination.   | 1943–1953 |
| Ray J. Madden (en)             | Démocrate             | 3 janvier 1943 - 3 janvier 1977     | 78e - 94e   | Élu en 1942. Réélu en 1944. Réélu en 1946. Réélu en 1948. Réélu en 1950. Réélu en 1952. Réélu en 1954. Réélu en 1956. Réélu en 1958. Réélu en 1960. Réélu en 1962. Réélu en 1964. Réélu en 1966. Réélu en 1968. Réélu en 1970. Réélu en 1972. Réélu en 1974. Perd sa renomination.   | 1953–1963 |
| Ray J. Madden (en)             | Démocrate             | 3 janvier 1943 - 3 janvier 1977     | 78e - 94e   | Élu en 1942. Réélu en 1944. Réélu en 1946. Réélu en 1948. Réélu en 1950. Réélu en 1952. Réélu en 1954. Réélu en 1956. Réélu en 1958. Réélu en 1960. Réélu en 1962. Réélu en 1964. Réélu en 1966. Réélu en 1968. Réélu en 1970. Réélu en 1972. Réélu en 1974. Perd sa renomination.   | 1963–1973 |
| Ray J. Madden (en)             | Démocrate             | 3 janvier 1943 - 3 janvier 1977     | 78e - 94e   | Élu en 1942. Réélu en 1944. Réélu en 1946. Réélu en 1948. Réélu en 1950. Réélu en 1952. Réélu en 1954. Réélu en 1956. Réélu en 1958. Réélu en 1960. Réélu en 1962. Réélu en 1964. Réélu en 1966. Réélu en 1968. Réélu en 1970. Réélu en 1972. Réélu en 1974. Perd sa renomination.   | 1973–1983 |
| Adam Benjamin Jr. (en)         | Démocrate             | 3 janvier 1977 - 7 septembre 1982   | 95e - 97e   | Élu en 1976. Réélu en 1978. Réélu en 1980. Décès. | |
| Vacant                         | Vacant                | 7 septembre 1982 - 2 novembre 1982  | 97e         | | |
| Katie B. Hall                  | Démocrate             | 2 novembre 1982 - 3 janvier 1985    | 97e , 98e   | Élue pour terminer le mandant de Benjamin. Réélue en 1982. perd sa renomination. | |
| Katie B. Hall                  | Démocrate             | 2 novembre 1982 - 3 janvier 1985    | 97e , 98e   | Élue pour terminer le mandant de Benjamin. Réélue en 1982. perd sa renomination. | 1983–1993 |
| Pete Visclosky                 | Démocrate             | 3 janvier 1985 - 3 janvier 2021     | 99e - 116e  | Élu en 1984. Réélu en 1986. Réélu en 1988. Réélu en 1990. Réélu en 1992. Réélu en 1994. Réélu en 1996. Réélu en 1998. Réélu en 2000. Réélu en 2002. Réélu en 2004. Réélu en 2006. Réélu en 2008. Réélu en 2010. Réélu en 2012. Réélu en 2014. Réélu en 2016. Réélu en 2018. Retrait. | |
| Pete Visclosky                 | Démocrate             | 3 janvier 1985 - 3 janvier 2021     | 99e - 116e  | Élu en 1984. Réélu en 1986. Réélu en 1988. Réélu en 1990. Réélu en 1992. Réélu en 1994. Réélu en 1996. Réélu en 1998. Réélu en 2000. Réélu en 2002. Réélu en 2004. Réélu en 2006. Réélu en 2008. Réélu en 2010. Réélu en 2012. Réélu en 2014. Réélu en 2016. Réélu en 2018. Retrait. | 1993–2003 |
| Pete Visclosky                 | Démocrate             | 3 janvier 1985 - 3 janvier 2021     | 99e - 116e  | Élu en 1984. Réélu en 1986. Réélu en 1988. Réélu en 1990. Réélu en 1992. Réélu en 1994. Réélu en 1996. Réélu en 1998. Réélu en 2000. Réélu en 2002. Réélu en 2004. Réélu en 2006. Réélu en 2008. Réélu en 2010. Réélu en 2012. Réélu en 2014. Réélu en 2016. Réélu en 2018. Retrait. | 2003–2013 |
| Pete Visclosky                 | Démocrate             | 3 janvier 1985 - 3 janvier 2021     | 99e - 116e  | Élu en 1984. Réélu en 1986. Réélu en 1988. Réélu en 1990. Réélu en 1992. Réélu en 1994. Réélu en 1996. Réélu en 1998. Réélu en 2000. Réélu en 2002. Réélu en 2004. Réélu en 2006. Réélu en 2008. Réélu en 2010. Réélu en 2012. Réélu en 2014. Réélu en 2016. Réélu en 2018. Retrait. | 2013–2023 |
| Frank J. Mrvan                 | Démocrate             | 3 janvier 2021 - Présent            | 117e , 118e | Élu en 2020. Réélu en 2022. | |
| Frank J. Mrvan                 | Démocrate             | 3 janvier 2021 - Présent            | 117e , 118e | Élu en 2020. Réélu en 2022. | 2023–Présent |

## Résultats des récentes élections
Voici les résultats des dix précédents cycles électoraux dans le district.

### 2004
| Élection de 2004 du 1er district congressionnel de l'Indiana | Élection de 2004 du 1er district congressionnel de l'Indiana | Élection de 2004 du 1er district congressionnel de l'Indiana | Élection de 2004 du 1er district congressionnel de l'Indiana | Élection de 2004 du 1er district congressionnel de l'Indiana |
| ------------------------------------------------------------ | ------------------------------------------------------------ | ------------------------------------------------------------ | ------------------------------------------------------------ | ------------------------------------------------------------ |
| Parti                                                        | Parti                                                        | Candidat                                                     | Votes                                                        | %                                                            |
|                                                              | Démocrate                                                    | Pete Visclosky (sortant)                                     | 178 406                                                      | 68,3                                                         |
|                                                              | Républicain                                                  | Mark Leyva                                                   | 82 858                                                       | 31,7                                                         |
| Total des votes                                              | Total des votes                                              | Total des votes                                              | 261 264                                                      | 100 %                                                        |
|                                                              | Les Démocrates conservent                                    |                                                              |                                                              |                                                              |

### 2006
| Élection de 2006 du 1er district congressionnel de l'Indiana | Élection de 2006 du 1er district congressionnel de l'Indiana | Élection de 2006 du 1er district congressionnel de l'Indiana | Élection de 2006 du 1er district congressionnel de l'Indiana | Élection de 2006 du 1er district congressionnel de l'Indiana |
| ------------------------------------------------------------ | ------------------------------------------------------------ | ------------------------------------------------------------ | ------------------------------------------------------------ | ------------------------------------------------------------ |
| Parti                                                        | Parti                                                        | Candidat                                                     | Votes                                                        | %                                                            |
|                                                              | Démocrate                                                    | Pete Visclosky (sortant)                                     | 104 195                                                      | 69,6                                                         |
|                                                              | Républicain                                                  | Mark Leyva                                                   | 40 146                                                       | 26,8                                                         |
|                                                              | Indépendant                                                  | Charles E. Barman                                            | 5 266                                                        | 3,5                                                          |
| Total des votes                                              | Total des votes                                              | Total des votes                                              | 149 607                                                      | 100 %                                                        |
|                                                              | Les Démocrates conservent                                    |                                                              |                                                              |                                                              |

### 2008
| Élection de 2008 du 1er district congressionnel de l'Indiana | Élection de 2008 du 1er district congressionnel de l'Indiana | Élection de 2008 du 1er district congressionnel de l'Indiana | Élection de 2008 du 1er district congressionnel de l'Indiana | Élection de 2008 du 1er district congressionnel de l'Indiana |
| ------------------------------------------------------------ | ------------------------------------------------------------ | ------------------------------------------------------------ | ------------------------------------------------------------ | ------------------------------------------------------------ |
| Parti                                                        | Parti                                                        | Candidat                                                     | Votes                                                        | %                                                            |
|                                                              | Démocrate                                                    | Pete Visclosky (sortant)                                     | 199 954                                                      | 70,9                                                         |
|                                                              | Républicain                                                  | Mark Leyva                                                   | 76 647                                                       | 27,2                                                         |
|                                                              | Libertarien                                                  | Jeff Duensing                                                | 5 421                                                        | 1,9                                                          |
| Total des votes                                              | Total des votes                                              | Total des votes                                              | 282 022                                                      | 100 %                                                        |
|                                                              | Les Démocrates conservent                                    |                                                              |                                                              |                                                              |

### 2010
| Élection de 2010 du 1er district congressionnel de l'Indiana | Élection de 2010 du 1er district congressionnel de l'Indiana | Élection de 2010 du 1er district congressionnel de l'Indiana | Élection de 2010 du 1er district congressionnel de l'Indiana | Élection de 2010 du 1er district congressionnel de l'Indiana |
| ------------------------------------------------------------ | ------------------------------------------------------------ | ------------------------------------------------------------ | ------------------------------------------------------------ | ------------------------------------------------------------ |
| Parti                                                        | Parti                                                        | Candidat                                                     | Votes                                                        | %                                                            |
|                                                              | Démocrate                                                    | Pete Visclosky (sortant)                                     | 99 387                                                       | 58,6                                                         |
|                                                              | Républicain                                                  | Mark Leyva                                                   | 65 558                                                       | 38,6                                                         |
|                                                              | Libertarien                                                  | Jon Morris                                                   | 4 762                                                        | 2,8                                                          |
| Total des votes                                              | Total des votes                                              | Total des votes                                              | 169 707                                                      | 100 %                                                        |
|                                                              | Les Démocrates conservent                                    |                                                              |                                                              |                                                              |

### 2012
| Élection de 2012 du 1er district congressionnel de l'Indiana | Élection de 2012 du 1er district congressionnel de l'Indiana | Élection de 2012 du 1er district congressionnel de l'Indiana | Élection de 2012 du 1er district congressionnel de l'Indiana | Élection de 2012 du 1er district congressionnel de l'Indiana |
| ------------------------------------------------------------ | ------------------------------------------------------------ | ------------------------------------------------------------ | ------------------------------------------------------------ | ------------------------------------------------------------ |
| Parti                                                        | Parti                                                        | Candidat                                                     | Votes                                                        | %                                                            |
|                                                              | Démocrate                                                    | Pete Visclosky (sortant)                                     | 187 743                                                      | 67,3                                                         |
|                                                              | Républicain                                                  | Joel Phelps                                                  | 91 291                                                       | 32,7                                                         |
| Total des votes                                              | Total des votes                                              | Total des votes                                              | 279 034                                                      | 100 %                                                        |
|                                                              | Les Démocrates conservent                                    |                                                              |                                                              |                                                              |

### 2014
| Élection de 2014 du 1er district congressionnel de l'Indiana | Élection de 2014 du 1er district congressionnel de l'Indiana | Élection de 2014 du 1er district congressionnel de l'Indiana | Élection de 2014 du 1er district congressionnel de l'Indiana | Élection de 2014 du 1er district congressionnel de l'Indiana |
| ------------------------------------------------------------ | ------------------------------------------------------------ | ------------------------------------------------------------ | ------------------------------------------------------------ | ------------------------------------------------------------ |
| Parti                                                        | Parti                                                        | Candidat                                                     | Votes                                                        | %                                                            |
|                                                              | Démocrate                                                    | Pete Visclosky (sortant)                                     | 86 579                                                       | 60,8                                                         |
|                                                              | Républicain                                                  | Mark Leyva                                                   | 51 000                                                       | 35,8                                                         |
|                                                              | Libertarien                                                  | Donna Dunn                                                   | 4 714                                                        | 3,3                                                          |
| Total des votes                                              | Total des votes                                              | Total des votes                                              | 142 293                                                      | 100 %                                                        |
|                                                              | Les Démocrates conservent                                    |                                                              |                                                              |                                                              |

### 2016
| Élection de 2016 du 1er district congressionnel de l'Indiana | Élection de 2016 du 1er district congressionnel de l'Indiana | Élection de 2016 du 1er district congressionnel de l'Indiana | Élection de 2016 du 1er district congressionnel de l'Indiana | Élection de 2016 du 1er district congressionnel de l'Indiana |
| ------------------------------------------------------------ | ------------------------------------------------------------ | ------------------------------------------------------------ | ------------------------------------------------------------ | ------------------------------------------------------------ |
| Parti                                                        | Parti                                                        | Candidat                                                     | Votes                                                        | %                                                            |
|                                                              | Démocrate                                                    | Pete Visclosky (sortant)                                     | 207 515                                                      | 81,5                                                         |
|                                                              | Libertarien                                                  | Donna Dunn                                                   | 47 051                                                       | 18,5                                                         |
|                                                              | Write-In                                                     | Write-In                                                     | 17                                                           | 0,0                                                          |
| Total des votes                                              | Total des votes                                              | Total des votes                                              | 254 583                                                      | 100 %                                                        |
|                                                              | Les Démocrates conservent                                    |                                                              |                                                              |                                                              |

### 2018
| Élection de 2018 du 1er district congressionnel de l'Indiana | Élection de 2018 du 1er district congressionnel de l'Indiana | Élection de 2018 du 1er district congressionnel de l'Indiana | Élection de 2018 du 1er district congressionnel de l'Indiana | Élection de 2018 du 1er district congressionnel de l'Indiana |
| ------------------------------------------------------------ | ------------------------------------------------------------ | ------------------------------------------------------------ | ------------------------------------------------------------ | ------------------------------------------------------------ |
| Parti                                                        | Parti                                                        | Candidat                                                     | Votes                                                        | %                                                            |
|                                                              | Démocrate                                                    | Pete Visclosky (sortant)                                     | 159 611                                                      | 65,1                                                         |
|                                                              | Républicain                                                  | Mark Leyva                                                   | 85 594                                                       | 34,9                                                         |
|                                                              | Write-In                                                     | Write-In                                                     | 4                                                            | 0,0                                                          |
| Total des votes                                              | Total des votes                                              | Total des votes                                              | 245 209                                                      | 100 %                                                        |
|                                                              | Les Démocrates conservent                                    |                                                              |                                                              |                                                              |

### 2020
| Élection de 2020 du 1er district congressionnel de l'Indiana | Élection de 2020 du 1er district congressionnel de l'Indiana | Élection de 2020 du 1er district congressionnel de l'Indiana | Élection de 2020 du 1er district congressionnel de l'Indiana | Élection de 2020 du 1er district congressionnel de l'Indiana |
| ------------------------------------------------------------ | ------------------------------------------------------------ | ------------------------------------------------------------ | ------------------------------------------------------------ | ------------------------------------------------------------ |
| Parti                                                        | Parti                                                        | Candidat                                                     | Votes                                                        | %                                                            |
|                                                              | Démocrate                                                    | Frank Mrvan                                                  | 185 180                                                      | 56,6                                                         |
|                                                              | Républicain                                                  | Mark Leyva                                                   | 132 247                                                      | 40,4                                                         |
|                                                              | Libertarien                                                  | Edward Michael Strauss                                       | 9 521                                                        | 2,9                                                          |
| Total des votes                                              | Total des votes                                              | Total des votes                                              | 326 948                                                      | 100 %                                                        |
|                                                              | Les Démocrates conservent                                    |                                                              |                                                              |                                                              |

### 2022
| Primaire démocrate de 2022 du 1er district congressionnel de l'Indiana | Primaire démocrate de 2022 du 1er district congressionnel de l'Indiana | Primaire démocrate de 2022 du 1er district congressionnel de l'Indiana | Primaire démocrate de 2022 du 1er district congressionnel de l'Indiana | Primaire démocrate de 2022 du 1er district congressionnel de l'Indiana |
| ---------------------------------------------------------------------- | ---------------------------------------------------------------------- | ---------------------------------------------------------------------- | ---------------------------------------------------------------------- | ---------------------------------------------------------------------- |
| Parti                                                                  | Parti                                                                  | Candidat                                                               | Votes                                                                  | %                                                                      |
|                                                                        | Démocrate                                                              | Frank Mrvan (sortant)                                                  | 34 489                                                                 | 86,4                                                                   |
|                                                                        | Démocrate                                                              | Richard Fantin                                                         | 5 413                                                                  | 13,6                                                                   |

| Primaire républicaine de 2022 du 1er district congressionnel de l'Indiana | Primaire républicaine de 2022 du 1er district congressionnel de l'Indiana | Primaire républicaine de 2022 du 1er district congressionnel de l'Indiana | Primaire républicaine de 2022 du 1er district congressionnel de l'Indiana | Primaire républicaine de 2022 du 1er district congressionnel de l'Indiana |
| ------------------------------------------------------------------------- | ------------------------------------------------------------------------- | ------------------------------------------------------------------------- | ------------------------------------------------------------------------- | ------------------------------------------------------------------------- |
| Parti                                                                     | Parti                                                                     | Candidat                                                                  | Votes                                                                     | %                                                                         |
|                                                                           | Républicain                                                               | Jennifer-Ruth Green                                                       | 14 616                                                                    | 47,1                                                                      |
|                                                                           | Républicain                                                               | Blair Milo                                                                | 6 964                                                                     | 22,4                                                                      |
|                                                                           | Républicain                                                               | Mark Leyva                                                                | 4 173                                                                     | 13,5                                                                      |
|                                                                           | Républicain                                                               | Nicholas Pappas                                                           | 2 409                                                                     | 7,8                                                                       |
|                                                                           | Républicain                                                               | Martin Lucas                                                              | 1 114                                                                     | 3,6                                                                       |
|                                                                           | Républicain                                                               | David Ruiz                                                                | 1 054                                                                     | 3,4                                                                       |
|                                                                           | Républicain                                                               | Aaron Storer                                                              | 692                                                                       | 2,2                                                                       |

| Élection de 2022 du 1er district congressionnel de l'Indiana | Élection de 2022 du 1er district congressionnel de l'Indiana | Élection de 2022 du 1er district congressionnel de l'Indiana | Élection de 2022 du 1er district congressionnel de l'Indiana | Élection de 2022 du 1er district congressionnel de l'Indiana |
| ------------------------------------------------------------ | ------------------------------------------------------------ | ------------------------------------------------------------ | ------------------------------------------------------------ | ------------------------------------------------------------ |
| Parti                                                        | Parti                                                        | Candidat                                                     | Votes                                                        | %                                                            |
|                                                              | Démocrate                                                    | Frank Mrvan (sortant)                                        | 112 656                                                      | 52,8                                                         |
|                                                              | Républicain                                                  | Jennifer-Ruth Green                                          | 100 542                                                      | 47,2                                                         |
|                                                              | Indépendant                                                  | William Powers (write-in)                                    | 9                                                            | 0,0                                                          |
| Total des votes                                              | Total des votes                                              | Total des votes                                              | 213 207                                                      | 100 %                                                        |
|                                                              | Les Démocrates conservent                                    |                                                              |                                                              |                                                              |

### 2024
| Primaire démocrate de 2024 du 1er district congressionnel de l'Indiana | Primaire démocrate de 2024 du 1er district congressionnel de l'Indiana | Primaire démocrate de 2024 du 1er district congressionnel de l'Indiana | Primaire démocrate de 2024 du 1er district congressionnel de l'Indiana | Primaire démocrate de 2024 du 1er district congressionnel de l'Indiana |
| ---------------------------------------------------------------------- | ---------------------------------------------------------------------- | ---------------------------------------------------------------------- | ---------------------------------------------------------------------- | ---------------------------------------------------------------------- |
| Parti                                                                  | Parti                                                                  | Candidat                                                               | Votes                                                                  | %                                                                      |
|                                                                        | Démocrate                                                              | Frank Mrvan (sortant)                                                  | 31 155                                                                 | 100 %                                                                  |

| Primaire républicaine de 2024 du 1er district congressionnel de l'Indiana | Primaire républicaine de 2024 du 1er district congressionnel de l'Indiana | Primaire républicaine de 2024 du 1er district congressionnel de l'Indiana | Primaire républicaine de 2024 du 1er district congressionnel de l'Indiana | Primaire républicaine de 2024 du 1er district congressionnel de l'Indiana |
| ------------------------------------------------------------------------- | ------------------------------------------------------------------------- | ------------------------------------------------------------------------- | ------------------------------------------------------------------------- | ------------------------------------------------------------------------- |
| Parti                                                                     | Parti                                                                     | Candidat                                                                  | Votes                                                                     | %                                                                         |
|                                                                           | Républicain                                                               | Randy Niemeyer                                                            | 18 443                                                                    | 60,8                                                                      |
|                                                                           | Républicain                                                               | Mark Leyva                                                                | 7 508                                                                     | 24,8                                                                      |
|                                                                           | Républicain                                                               | Ben Ruiz                                                                  | 4 365                                                                     | 14,4                                                                      |

| Élection de 2024 du 1er district congressionnel de l'Indiana | Élection de 2024 du 1er district congressionnel de l'Indiana | Élection de 2024 du 1er district congressionnel de l'Indiana | Élection de 2024 du 1er district congressionnel de l'Indiana | Élection de 2024 du 1er district congressionnel de l'Indiana |
| ------------------------------------------------------------ | ------------------------------------------------------------ | ------------------------------------------------------------ | ------------------------------------------------------------ | ------------------------------------------------------------ |
| Parti                                                        | Parti                                                        | Candidat                                                     | Votes                                                        | %                                                            |
|                                                              | Démocrate                                                    | Frank Mrvan (sortant)                                        | 172 467                                                      | 53,4                                                         |
|                                                              | Républicain                                                  | Randy Niemeyer                                               | 145 056                                                      | 44,9                                                         |
|                                                              | Libertarien                                                  | Dakotah Miskus                                               | 5200                                                         | 1,6                                                          |
| Total des votes                                              | Total des votes                                              | Total des votes                                              | 322 723                                                      | 100 %                                                        |
|                                                              | Les Démocrates conservent                                    |                                                              |                                                              |                                                              |